# 殷元良

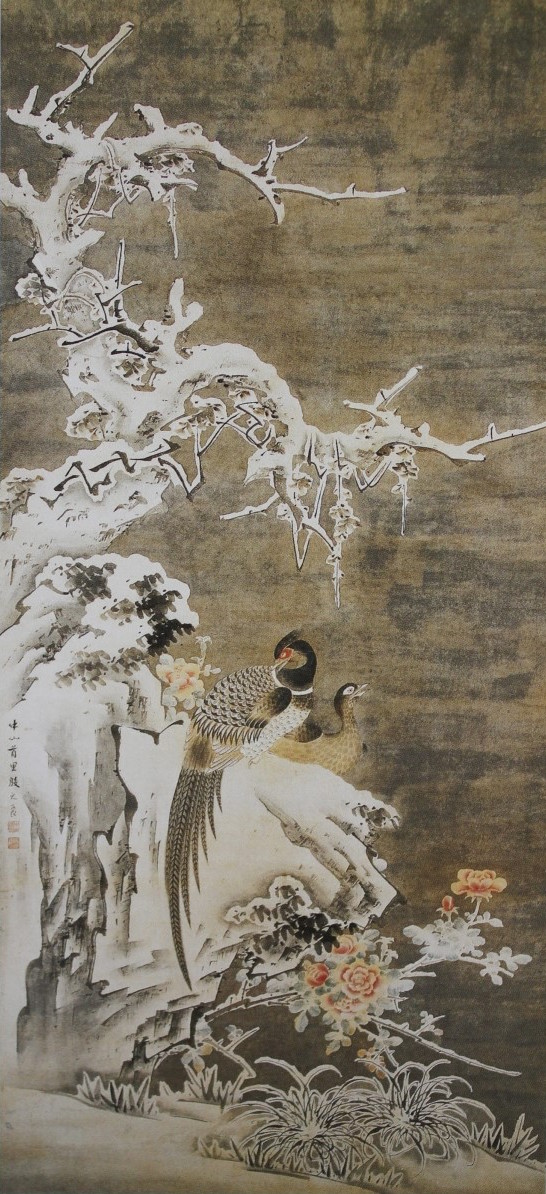
殷元良筆《紙本着色雪中雉子之圖》（沖繩縣指定有形文化財、沖繩縣立博物館・美術館所藏）

殷元良（1719年2月9日—1767年4月27日），和名座間味親雲上庸昌，是琉球國第二尚氏王朝的一名宮廷畫師，也是琉球國「五大畫人」之一。
殷元良是殷氏仲松里之主親雲上庸象與眞滿的次子，六七歲時就開始學習畫畫。其父怒叱要求他改為練字，但他仍然酷愛畫畫。12歲時，跟隨宮廷畫師吳師虔（山口親雲上宗季）學習畫畫。三司官蔡溫為他取了表字「廷器」，尚敬王賜予他印。1752年，以進貢使的「大筆者」的身份前往清朝，歸國後畫了尚敬王的御後繪。擅長畫花鳥畫和山水畫。作品有「山水圖」、「鶉圖」、「神貓圖」、「雪中雉子之圖」等。